# Vespasiano
Vespasiano város Brazíliában, Minas Gerais államban. Lakosainak száma 129 246 fő (2022). Vespasiano São José da Lapa, Belo Horizonte, Confins, Lagoa Santa, Pedro Leopoldo, Ribeirão das Neves és Santa Luzia községekkel határos.

## Népesség
A település népességének változása:
| Lakosok száma | 76 422 | 104 527 | 129 765 | 131 849 | 129 246 |
|               | 2000   | 2010    | 2020    | 2021    | 2022    |